# Церковь Святой Анны (Лунно)
Церковь Святой Анны (бел. Касцёл Святой Ганны) — католический храм в деревне Лунно, Гродненская область, Беларусь. Относится к Мостовскому деканату Гродненского диоцеза. Памятник архитектуры в стиле позднего классицизма, построен в 1782 году, перестроен в 1895 году. Храм включён в Государственный список историко-культурных ценностей Республики Беларусь.

## История
Впервые Лунно упоминается в XVI веке, оно входило в состав Гродненского повета Трокского воеводства. В 1546 году здесь был образован католический приход, а в 1782 году был сооружён каменный костёл Святой Анны.
В 1895 году был кардинально реконструирован, без изменений осталась только апсида.

## Архитектура
Храм Святой Анны состоит из прямоугольного в плане основного объёма и пятигранной апсиды. Стены фасадов облицованы бутовым камнем; плинтуса, карнизы и углы пилястр побелены. Интерьер имеет вытянутую по продольной оси композицию. Храм разделён двумя рядами колонн на три нефа. Центральный неф перекрыт деревянным подвесным цилиндрическим сводом, боковые нефы накрыты деревянным, плоским потолком, апсида перекрыта конхой. В восточной части боковых нефов расположены две ризницы. Вдоль западной стены — хоры.
Интерьер украшают семь деревянных неоготических резных алтарей работы местных мастеров, резные розетки и орнаментально-геральдическая живопись.